# Janusgrün B
Janusgrün B ist eine chemische Verbindung aus der Gruppe der Azofarbstoffe (Monoazofarbstoff) auf Phenazinbasis. Sie liegt in Form eines schwarzen Pulvers vor.

## Darstellung
Janusgrün B kann durch Diazotierung des N,N-Diethylphenosafranin und Kupplung auf  N,N-Dimethylanilin hergestellt werden.

## Verwendung
Janusgrün B wird als Farbstoff in der Mikroskopie bzw. Histologie verwendet. Es ist ein sogenannter Vitalfarbstoff, das heißt die gefärbten Strukturen wie Mitochondrien, Leukozyten und embryonales Gewebe bleiben nach wie vor funktionsfähig.
Dass Janusgrün zur Färbung von Mitochondrien geeignet ist, wurde von Leonor Michaelis entdeckt und im Jahr 1900 publiziert.
Janusgrün B wird auch als Farbstoff für die Gegenfärbung bei der modifizierten Ziehl-Neelsen-Färbung verwendet. Bei Anwesenheit eines Oxidators färbt sich der Farbstoff durch Oxidation blau, ansonsten durch Reduktion pink.